# معهد يونس أمره

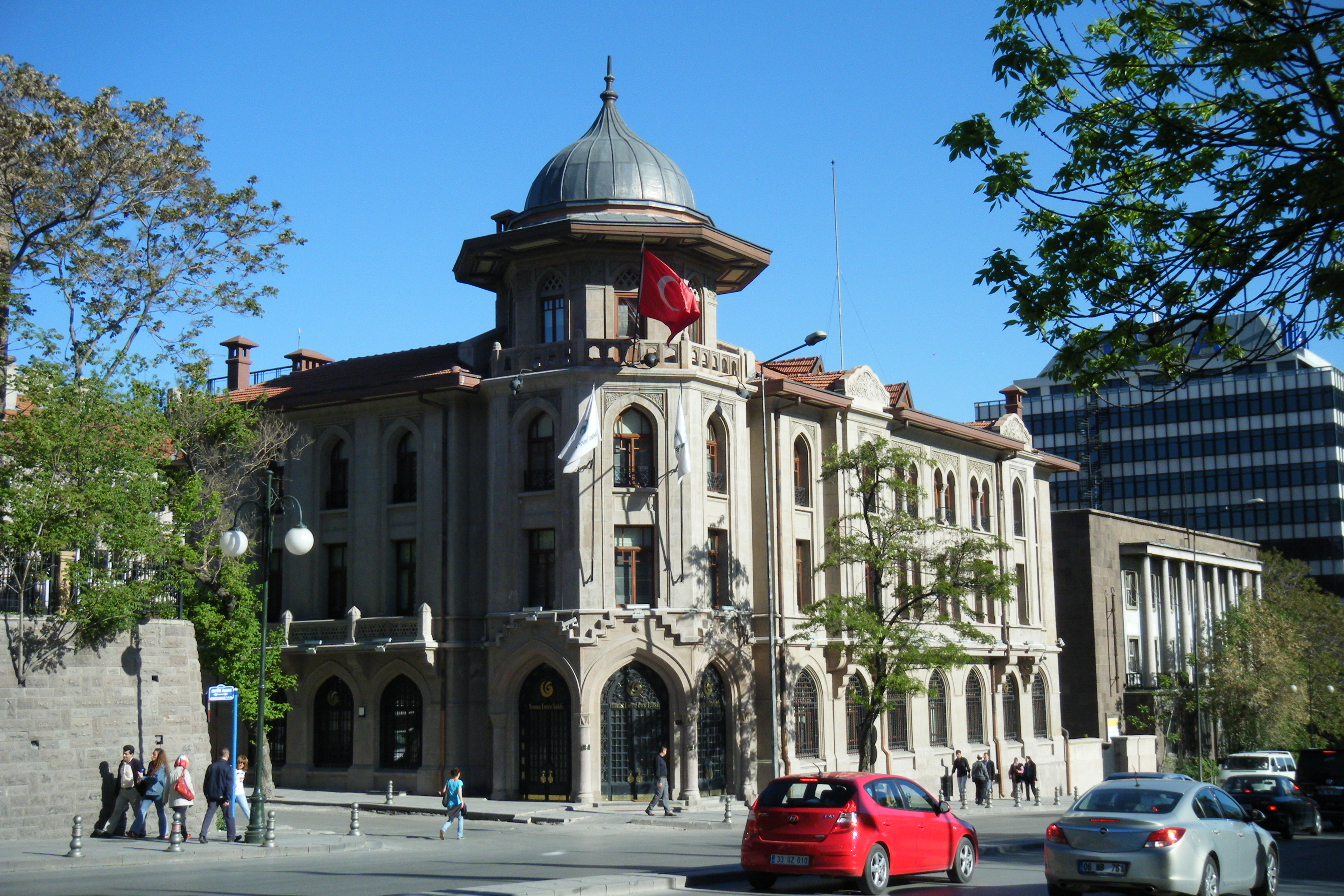
مقر المعهد في أنقرة.

معهد يونس أمره (وتعرف فروعها محليا بـ المركز الثقافي التركي) هي منظمة حكومية تركية تهدف إلى نشر اللغة والثقافة التركية، ولها فروع في نحو أربعين دولة. سميت على اسم الشاعر التركي يونس أمره.

## فروع المعهد
فروع المعهد في البلاد العربية:
- سوريا - أعزاز [2]
- مصر - القاهرة[3] - الإسكندرية.[4]
- السودان - الخرطوم.[5]
- الأردن - عمان.[6]
- فلسطين - القدس.[7]
- لبنان - بيروت.[8]
- الجزائر - الجزائر.
- المغرب - الرباط.[9]
- قطر - الدوحة.[10]
- تونس - تونس العاصمة